# Bergsjöedet
Bergsjöedet är en gård/by vid den östra delen av sjön Juvuln i Åre kommun.